# Lista över matchresultat i Elitserien i ishockey 2006/2007
Lista över matchresultat i grundserien av Elitserien i ishockey 2006/2007. Ligan inleddes den 18 september 2006 och avslutades 2 mars 2007.
| Nr | Lag                | S  | V  | O  | F  | ÖV | ÖF | GM  | IM  | MS  | P  |
| -- | ------------------ | -- | -- | -- | -- | -- | -- | --- | --- | --- | -- |
| 1  | Färjestads BK (RM) | 55 | 26 | 16 | 13 | 5  | 11 | 197 | 145 | +52 | 99 |
| 2  | HV71               | 55 | 25 | 15 | 15 | 3  | 12 | 170 | 150 | +20 | 93 |
| 3  | Modo               | 55 | 24 | 10 | 21 | 3  | 7  | 159 | 140 | +19 | 85 |
| 4  | Linköpings HC      | 55 | 22 | 14 | 19 | 2  | 12 | 151 | 153 | −2  | 82 |
| 5  | Timrå IK           | 55 | 22 | 12 | 21 | 4  | 8  | 129 | 136 | −7  | 82 |
| 6  | Brynäs IF          | 55 | 18 | 20 | 17 | 6  | 14 | 146 | 137 | +9  | 80 |
| 7  | Luleå HF           | 55 | 21 | 11 | 23 | 5  | 6  | 171 | 163 | +8  | 79 |
| 8  | Mora IK            | 55 | 23 | 9  | 23 | 0  | 9  | 147 | 155 | −8  | 78 |
| 9  | Frölunda HC        | 55 | 22 | 9  | 24 | 1  | 8  | 167 | 162 | +5  | 76 |
| 10 | Djurgårdens IF     | 55 | 19 | 14 | 22 | 5  | 9  | 146 | 148 | −2  | 76 |
| 11 | Skellefteå AIK (U) | 55 | 18 | 13 | 24 | 6  | 7  | 139 | 178 | −39 | 73 |
| 12 | Malmö Redhawks (U) | 55 | 11 | 15 | 29 | 0  | 15 | 119 | 174 | −55 | 48 |

Tabelldata är hämtade från Svenska Ishockeyförbundet.

## Matcher
| Denna tabell: visa • redigera |

| Datum Match Resultat Publik Spelplan Omgång 1 - 18 september 2006 Skellefteå AIK-Brynäs IF 3-3 (1-0, 1-2, 1-1, 0-0) 4232 Skellefteå isstadion - 18 september 2006 Färjestads BK-Luleå HF 4-3 (0-1, 2-1, 2-1) 7131 Löfbergs Lila Arena - 18 september 2006 Linköpings HC-Frölunda HC 5-2 (2-0, 2-0, 1-2) 7162 Cloetta Center - 19 september 2006 Timrå IK-Modo Hockey 3-0 (0-0, 2-0, 1-0) 5800 E.ON Arena - 19 september 2006 HV 71-Malmö Redhawks 3-2 (1-0, 1-1, 1-1) 6752 Kinnarps Arena - 19 september 2006 Djurgårdens IF-Mora IK 5-2 (1-0, 2-1, 2-1) 6546 Globen Omgång 2 - 21 september 2006 Frölunda HC-Djurgårdens IF 3-3 (1-2, 0-1, 2-0, 0-0) 10272 Scandinavium - 21 september 2006 Mora IK-Färjestads BK 4-4 (1-2, 2-0, 1-2, 0-0) 4114 FM Mattsson Arena - 21 september 2006 Luleå HF-Skellefteå AIK 5-3 (2-1, 1-0, 2-2) 5600 COOP Arena - 21 september 2006 Brynäs IF-HV 71 2-0 (1-0, 1-0, 0-0) 7946 Läkerol Arena - 21 september 2006 Malmö Redhawks-Timrå IK 1-2 (0-0, 0-0, 1-1, 0-1) 3372 Malmö Isstadion - 21 september 2006 Modo Hockey-Linköpings HC 1-0 (1-0, 0-0, 0-0) 6679 Swedbank Arena Omgång 3 - 23 september 2006 Skellefteå AIK-Mora IK 3-5 (1-2, 2-0, 0-3) 3908 Skellefteå isstadion - 23 september 2006 Färjestads BK-Frölunda HC 4-4 (0-2, 1-1, 3-1, 0-0) 8049 Löfbergs Lila Arena - 23 september 2006 Malmö Redhawks-Modo Hockey 3-5 (1-1, 0-1, 2-3) 3451 Malmö Isstadion - 24 september 2006 Djurgårdens IF-Linköpings HC 6-2 (0-0, 2-2, 4-0) 5680 Globen - 30 september 2006 Timrå IK-Brynäs IF 3-1 (1-0, 1-0, 1-1) 5692 E.ON Arena - 30 september 2006 HV 71-Luleå HF 4-5 (0-1, 2-2, 2-1, 0-1) 6694 Kinnarps Arena Omgång 4 - 25 september 2006 HV 71-Mora IK 3-5 (1-2, 2-1, 0-2) 6629 Kinnarps Arena - 25 september 2006 Luleå HF-Timrå IK 1-2 (0-0, 1-2, 0-0) 4221 COOP Arena - 26 september 2006 Brynäs IF-Malmö Redhawks 3-0 (1-0, 1-0, 1-0) 5839 Läkerol Arena - 26 september 2006 Frölunda HC-Skellefteå AIK 2-3 (1-1, 1-2, 0-0) 9960 Scandinavium - 26 september 2006 Modo Hockey-Djurgårdens IF 4-2 (2-0, 0-1, 2-1) 6412 Swedbank Arena - 12 oktober 2006 Linköpings HC-Färjestads BK 6-3 (2-1, 1-1, 3-1) 7205 Cloetta Center Omgång 5 - 28 september 2006 Timrå IK-Mora IK 4-2 (1-0, 1-0, 2-2) 5024 E.ON Arena - 28 september 2006 Frölunda HC-HV 71 1-6 (0-4, 1-0, 0-2) 10423 Scandinavium - 28 september 2006 Skellefteå AIK-Linköpings HC 3-2 (0-2, 2-0, 1-0) 4218 Skellefteå isstadion - 28 september 2006 Färjestads BK-Djurgårdens IF 3-2 (2-0, 0-1, 1-1) 7278 Löfbergs Lila Arena - 28 september 2006 Brynäs IF-Modo Hockey 4-3 (0-1, 1-1, 2-1, 1-0) 6601 Läkerol Arena - 28 september 2006 Malmö Redhawks-Luleå HF 2-3 (0-0, 2-3, 0-0) 3369 Malmö Isstadion Omgång 6 - 2 oktober 2006 Modo Hockey-Färjestads BK 4-3 (1-2, 2-1, 0-0, 1-0) 6048 Swedbank Arena - 2 oktober 2006 Mora IK-Malmö Redhawks 3-0 (2-0, 1-0, 0-0) 3827 FM Mattsson Arena - 3 oktober 2006 Frölunda HC-Timrå IK 1-2 (0-0, 1-2, 0-0) 9745 Scandinavium - 3 oktober 2006 Luleå HF-Brynäs IF 0-4 (0-2, 0-2, 0-0) 3879 COOP Arena - 3 oktober 2006 Djurgårdens IF-Skellefteå AIK 3-4 (1-1, 0-2, 2-1) 7345 Globen - 14 november 2006 Linköpings HC-HV 71 1-1 (1-0, 0-0, 0-1, 0-0) 8282 Cloetta Center Omgång 7 - 5 oktober 2006 Timrå IK-Linköpings HC 4-2 (1-1, 1-1, 2-0) 5412 E.ON Arena - 5 oktober 2006 HV 71-Djurgårdens IF 3-3 (1-0, 2-1, 0-2, 0-0) 6790 Kinnarps Arena - 5 oktober 2006 Skellefteå AIK-Färjestads BK 3-4 (0-1, 1-2, 2-1) 4740 Skellefteå isstadion - 5 oktober 2006 Luleå HF-Modo Hockey 5-1 (0-1, 2-0, 3-0) 4212 COOP Arena - 5 oktober 2006 Brynäs IF-Mora IK 1-3 (1-1, 0-1, 0-1) 6460 Läkerol Arena - 5 oktober 2006 Malmö Redhawks-Frölunda HC 3-3 (1-1, 1-0, 1-2, 0-0) 3890 Malmö Isstadion Omgång 8 - 30 september 2006 Linköpings HC-Malmö Redhawks 4-1 (1-0, 1-1, 2-0) 6541 Cloetta Center - 7 oktober 2006 Färjestads BK-HV 71 4-1 (1-1, 1-0, 2-0) 8250 Löfbergs Lila Arena - 7 oktober 2006 Djurgårdens IF-Timrå IK 3-1 (1-1, 1-0, 1-0) 6530 Hovet, Johanneshov - 7 oktober 2006 Frölunda HC-Brynäs IF 2-2 (0-1, 0-0, 2-1, 0-0) 11926 Scandinavium - 7 oktober 2006 Mora IK-Luleå HF 1-3 (0-1, 1-0, 0-2) 4206 FM Mattsson Arena - 7 oktober 2006 Modo Hockey-Skellefteå AIK 5-2 (2-0, 1-0, 2-2) 7600 Swedbank Arena Omgång 9 - 9 oktober 2006 HV 71-Timrå IK 2-5 (0-0, 2-0, 0-5) 6998 Kinnarps Arena - 9 oktober 2006 Brynäs IF-Färjestads BK 5-2 (2-0, 2-1, 1-1) 6263 Läkerol Arena - 9 oktober 2006 Skellefteå AIK-Malmö Redhawks 5-0 (1-0, 2-0, 2-0) 4062 Skellefteå isstadion - 10 oktober 2006 Frölunda HC-Modo Hockey 1-2 (0-1, 0-0, 1-1) 10161 Scandinavium - 10 oktober 2006 Linköpings HC-Mora IK 4-2 (2-1, 0-1, 2-0) 6451 Cloetta Center - 10 oktober 2006 Luleå HF-Djurgårdens IF 3-1 (0-0, 1-1, 2-0) 4311 COOP Arena Omgång 10 - 28 februari 2007 Timrå IK-Färjestads BK 1-0 (0-0, 0-0, 0-0, 1-0) 5188 E.ON Arena - 28 februari 2007 Skellefteå AIK-HV 71 3-0 (2-0, 0-0, 1-0) 3829 Skellefteå isstadion - 28 februari 2007 Mora IK-Modo Hockey 5-2 (0-0, 4-0, 1-2) 4461 FM Mattsson Arena - 28 februari 2007 Frölunda HC-Luleå HF 4-5 (2-1, 1-2, 1-1, 0-1) 12044 Scandinavium - 28 februari 2007 Brynäs IF-Linköpings HC 0-2 (0-1, 0-1, 0-0) 5348 Läkerol Arena - 28 februari 2007 Malmö Redhawks-Djurgårdens IF 1-2 (0-0, 0-2, 1-0) 3685 Malmö Isstadion Omgång 11 - 12 oktober 2006 Djurgårdens IF-Brynäs IF 3-2 (0-1, 2-0, 0-1, 1-0) 7034 Globen - 14 oktober 2006 Skellefteå AIK-Timrå IK 1-2 (1-0, 0-1, 0-1) 5075 Skellefteå isstadion - 14 oktober 2006 Malmö Redhawks-Färjestads BK 3-0 (2-0, 0-0, 1-0) 4561 Malmö Isstadion - 14 oktober 2006 Linköpings HC-Luleå HF 3-1 (0-0, 1-0, 2-1) 6661 Cloetta Center - 14 oktober 2006 Mora IK-Frölunda HC 2-3 (0-2, 2-0, 0-1) 4011 FM Mattsson Arena - 14 oktober 2006 Modo Hockey-HV 71 3-4 (0-2, 1-1, 2-1) 7033 Swedbank Arena Omgång 12 - 16 oktober 2006 Mora IK-Djurgårdens IF 5-1 (1-1, 0-0, 4-0) 3714 FM Mattsson Arena - 16 oktober 2006 Färjestads BK-Luleå HF 5-1 (3-1, 1-0, 1-0) 6337 Löfbergs Lila Arena - 16 oktober 2006 Malmö Redhawks-HV 71 1-1 (1-1, 0-0, 0-0, 0-0) 3706 Malmö Isstadion - 17 oktober 2006 Frölunda HC-Linköpings HC 1-3 (0-1, 1-2, 0-0) 9756 Scandinavium - 17 oktober 2006 Brynäs IF-Skellefteå AIK 6-5 (1-2, 3-2, 1-1, 1-0) 6466 Läkerol Arena - 17 oktober 2006 Modo Hockey-Timrå IK 1-3 (1-2, 0-0, 0-1) 7600 Swedbank Arena Omgång 13 - 19 oktober 2006 Timrå IK-Malmö Redhawks 5-3 (2-1, 0-1, 3-1) 5026 E.ON Arena - 19 oktober 2006 HV 71-Brynäs IF 3-2 (0-0, 1-1, 1-1, 1-0) 7038 Kinnarps Arena - 19 oktober 2006 Skellefteå AIK-Luleå HF 3-1 (0-0, 1-0, 2-1) 5150 Skellefteå isstadion - 19 oktober 2006 Färjestads BK-Mora IK 4-3 (1-2, 1-0, 1-1, 1-0) 6488 Löfbergs Lila Arena - 19 oktober 2006 Djurgårdens IF-Frölunda HC 2-0 (0-0, 0-0, 2-0) 7468 Globen - 19 oktober 2006 Linköpings HC-Modo Hockey 4-2 (0-0, 1-2, 3-0) 6515 Cloetta Center Omgång 14 - 21 oktober 2006 Linköpings HC-Djurgårdens IF 2-1 (1-0, 0-1, 1-0) 7821 Cloetta Center - 21 oktober 2006 Frölunda HC-Färjestads BK 3-0 (1-0, 1-0, 1-0) 12044 Scandinavium - 21 oktober 2006 Mora IK-Skellefteå AIK 1-2 (0-2, 0-0, 1-0) 4211 FM Mattsson Arena - 21 oktober 2006 Luleå HF-HV 71 5-6 (3-2, 1-2, 1-2) 4505 COOP Arena - 21 oktober 2006 Brynäs IF-Timrå IK 4-3 (1-2, 3-1, 0-0) 8181 Läkerol Arena - 21 oktober 2006 Modo Hockey-Malmö Redhawks 3-2 (0-2, 1-0, 1-0, 1-0) 6377 Swedbank Arena Omgång 15 - 30 september 2006 Skellefteå AIK-Frölunda HC 4-6 (0-4, 3-2, 1-0) 4905 Skellefteå isstadion - 23 oktober 2006 Timrå IK-Luleå HF 2-2 (1-1, 1-1, 0-0, 0-0) 5378 E.ON Arena - 23 oktober 2006 HV 71-Mora IK 3-0 (1-0, 1-0, 1-0) 6899 Kinnarps Arena - 23 oktober 2006 Malmö Redhawks-Brynäs IF 5-1 (3-1, 1-0, 1-0) 4061 Malmö Isstadion - 24 oktober 2006 Färjestads BK-Linköpings HC 3-1 (2-0, 0-0, 1-1) 6612 Löfbergs Lila Arena - 24 oktober 2006 Djurgårdens IF-Modo Hockey 3-1 (0-0, 0-0, 3-1) 6388 Globen Omgång 16 - 26 oktober 2006 Djurgårdens IF-Färjestads BK 2-2 (0-1, 2-0, 0-1, 0-0) 6716 Globen - 26 oktober 2006 Linköpings HC-Skellefteå AIK 4-0 (2-0, 2-0, 0-0) 6909 Cloetta Center - 26 oktober 2006 HV 71-Frölunda HC 2-1 (1-0, 1-0, 0-1) 7038 Kinnarps Arena - 26 oktober 2006 Mora IK-Timrå IK 1-2 (0-0, 0-1, 1-1) 3211 FM Mattsson Arena - 26 oktober 2006 Luleå HF-Malmö Redhawks 3-1 (1-0, 0-1, 2-0) 4305 COOP Arena - 26 oktober 2006 Modo Hockey-Brynäs IF 3-3 (0-2, 3-0, 0-1, 0-0) 6111 Swedbank Arena Omgång 17 - 28 oktober 2006 Timrå IK-Frölunda HC 4-1 (0-0, 1-0, 3-1) 5742 E.ON Arena - 28 oktober 2006 HV 71-Linköpings HC 4-3 (1-0, 1-1, 2-2) 7038 Kinnarps Arena - 28 oktober 2006 Skellefteå AIK-Djurgårdens IF 0-2 (0-1, 0-0, 0-1) 4520 Skellefteå isstadion - 28 oktober 2006 Färjestads BK-Modo Hockey 1-2 (0-2, 0-0, 1-0) 8250 Löfbergs Lila Arena - 28 oktober 2006 Brynäs IF-Luleå HF 5-3 (2-1, 2-2, 1-0) 8104 Läkerol Arena - 28 oktober 2006 Malmö Redhawks-Mora IK 0-3 (0-1, 0-1, 0-1) 3699 Malmö Isstadion Omgång 18 - 30 oktober 2006 Färjestads BK-Skellefteå AIK 4-0 (2-0, 0-0, 2-0) 7912 Löfbergs Lila Arena - 30 oktober 2006 Linköpings HC-Timrå IK 4-1 (0-0, 1-0, 3-1) 8500 Cloetta Center - 30 oktober 2006 Modo Hockey-Luleå HF 1-0 (0-0, 0-0, 1-0) 6739 Swedbank Arena - 30 oktober 2006 Djurgårdens IF-HV 71 3-4 (0-2, 2-1, 1-1) 5535 Hovet, Johanneshov - 31 oktober 2006 Frölunda HC-Malmö Redhawks 4-3 (1-2, 1-1, 1-0, 1-0) 11585 Scandinavium - 31 oktober 2006 Mora IK-Brynäs IF 1-4 (0-0, 1-2, 0-2) 3840 FM Mattsson Arena Omgång 19 - 2 november 2006 Timrå IK-Djurgårdens IF 4-0 (3-0, 0-0, 1-0) 5646 E.ON Arena - 2 november 2006 HV 71-Färjestads BK 3-2 (0-0, 1-2, 2-0) 7038 Kinnarps Arena - 2 november 2006 Skellefteå AIK-Modo Hockey 2-1 (0-1, 1-0, 0-0, 1-0) 4350 Skellefteå isstadion - 2 november 2006 Luleå HF-Mora IK 9-5 (1-1, 3-0, 5-4) 4501 COOP Arena - 2 november 2006 Frölunda HC-Brynäs IF 2-2 (1-0, 1-1, 0-1, 0-0) 12044 Scandinavium - 2 november 2006 Malmö Redhawks-Linköpings HC 1-2 (1-0, 0-0, 0-1, 0-1) 3185 Malmö Isstadion Omgång 20 - 4 november 2006 Timrå IK-HV 71 0-3 (0-2, 0-0, 0-1) 5431 E.ON Arena - 4 november 2006 Mora IK-Linköpings HC 1-2 (0-1, 1-1, 0-0) 4209 FM Mattsson Arena - 4 november 2006 Modo Hockey-Frölunda HC 6-1 (0-0, 5-0, 1-1) 7555 Swedbank Arena - 4 november 2006 Färjestads BK-Brynäs IF 6-3 (2-1, 2-1, 2-1) 8250 Löfbergs Lila Arena - 5 november 2006 Djurgårdens IF-Luleå HF 3-3 (1-2, 1-1, 1-0, 0-0) 7202 Globen - 14 november 2006 Malmö Redhawks-Skellefteå AIK 1-3 (1-0, 0-1, 0-2) 3743 Malmö Isstadion Omgång 21 - 16 november 2006 HV 71-Skellefteå AIK 6-2 (0-0, 4-0, 2-2) 7038 Kinnarps Arena - 16 november 2006 Färjestads BK-Timrå IK 3-1 (2-0, 1-0, 0-1) 7417 Löfbergs Lila Arena - 16 november 2006 Djurgårdens IF-Malmö Redhawks 2-5 (1-2, 0-1, 1-2) 4143 Globen - 16 november 2006 Linköpings HC-Brynäs IF 1-2 (1-0, 0-1, 0-1) 7006 Cloetta Center - 16 november 2006 Frölunda HC-Luleå HF 4-0 (1-0, 2-0, 1-0) 11500 Scandinavium - 16 november 2006 Modo Hockey-Mora IK 6-2 (3-1, 2-0, 1-1) 5682 Swedbank Arena Omgång 22 - 18 november 2006 Timrå IK-Skellefteå AIK 1-3 (0-2, 1-0, 0-1) 5511 E.ON Arena - 18 november 2006 HV 71-Modo Hockey 2-1 (1-1, 1-0, 0-0) 7038 Kinnarps Arena - 18 november 2006 Mora IK-Frölunda HC 5-3 (1-1, 2-2, 2-0) 3819 FM Mattsson Arena - 18 november 2006 Luleå HF-Linköpings HC 4-2 (0-2, 1-0, 3-0) 4501 COOP Arena - 18 november 2006 Brynäs IF-Djurgårdens IF 3-3 (1-0, 2-0, 0-3, 0-0) 8187 Läkerol Arena - 18 november 2006 Färjestads BK-Malmö Redhawks 4-3 (0-0, 1-0, 2-3, 1-0) 7737 Löfbergs Lila Arena Omgång 23 - 20 november 2006 Malmö Redhawks-Färjestads BK 2-6 (0-2, 1-1, 1-3) 4307 Malmö Isstadion - 20 november 2006 Luleå HF-Djurgårdens IF 4-2 (1-0, 2-1, 1-1) 4492 COOP Arena - 20 november 2006 Brynäs IF-Timrå IK 4-3 (1-1, 0-2, 2-0, 1-0) 7233 Läkerol Arena - 21 november 2006 Skellefteå AIK-Mora IK 2-1 (0-0, 0-1, 1-0, 1-0) 4150 Skellefteå isstadion - 21 november 2006 Modo Hockey-Frölunda HC 6-2 (4-0, 1-1, 1-1) 6267 Swedbank Arena - 21 november 2006 Linköpings HC-HV 71 6-8 (2-2, 2-4, 2-2) 7479 Cloetta Center Omgång 24 - 23 november 2006 Timrå IK-Linköpings HC 4-3 (1-1, 1-0, 1-2, 1-0) 4812 E.ON Arena - 23 november 2006 HV 71-Luleå HF 3-2 (1-1, 1-0, 0-1, 1-0) 6913 Kinnarps Arena - 23 november 2006 Djurgårdens IF-Malmö Redhawks 4-3 (1-1, 2-1, 0-1, 1-0) 5175 Globen - 23 november 2006 Färjestads BK-Modo Hockey 6-3 (4-1, 2-0, 0-2) 7102 Löfbergs Lila Arena - 23 november 2006 Skellefteå AIK-Frölunda HC 5-2 (2-1, 1-0, 2-1) 4191 Skellefteå isstadion - 23 november 2006 Mora IK-Brynäs IF 4-2 (1-0, 1-0, 2-2) 4111 FM Mattsson Arena Omgång 25 - 25 november 2006 Skellefteå AIK-Färjestads BK 1-5 (0-0, 1-4, 0-1) 4718 Skellefteå isstadion - 25 november 2006 Djurgårdens IF-Modo Hockey 2-4 (2-0, 0-0, 0-4) 5154 Hovet, Johanneshov - 25 november 2006 Malmö Redhawks-HV 71 2-0 (0-0, 1-0, 1-0) 4168 Malmö Isstadion - 25 november 2006 Luleå HF-Timrå IK 5-2 (4-1, 0-1, 1-0) 5105 COOP Arena - 25 november 2006 Linköpings HC-Brynäs IF 1-2 (1-0, 0-1, 0-0, 0-1) 8323 Cloetta Center - 25 november 2006 Frölunda HC-Mora IK 5-2 (3-0, 1-0, 1-2) 12044 Scandinavium Omgång 26 - 27 november 2006 Timrå IK-Malmö Redhawks 5-2 (0-2, 3-0, 2-0) 4781 E.ON Arena - 27 november 2006 HV 71-Modo Hockey 1-2 (0-1, 1-1, 0-0) 6958 Kinnarps Arena - 27 november 2006 Mora IK-Linköpings HC 2-2 (0-1, 1-1, 1-0, 0-0) 3111 FM Mattsson Arena - 28 november 2006 Brynäs IF-Luleå HF 2-5 (0-0, 1-4, 1-1) 5907 Läkerol Arena - 28 november 2006 Skellefteå AIK-Djurgårdens IF 3-1 (3-0, 0-1, 0-0) 4324 Skellefteå isstadion - 28 november 2006 Färjestads BK-Frölunda HC 2-4 (1-2, 0-1, 1-1) 8250 Löfbergs Lila Arena Omgång 27 - 30 november 2006 Skellefteå AIK-HV 71 1-6 (0-0, 0-4, 1-2) 4340 Skellefteå isstadion - 30 november 2006 Modo Hockey-Timrå IK 8-1 (5-1, 1-0, 2-0) 7600 Swedbank Arena - 30 november 2006 Malmö Redhawks-Brynäs IF 1-1 (0-1, 1-0, 0-0, 0-0) 4031 Malmö Isstadion - 30 november 2006 Luleå HF-Linköpings HC 2-3 (0-0, 1-2, 1-1) 4816 COOP Arena - 30 november 2006 Mora IK-Färjestads BK 1-3 (0-0, 1-0, 0-3) 3640 FM Mattsson Arena - 30 november 2006 Frölunda HC-Djurgårdens IF 5-1 (2-1, 1-0, 2-0) 11901 Scandinavium Omgång 28 - 2 december 2006 Linköpings HC-Malmö Redhawks 3-3 (0-1, 0-1, 3-1, 0-0) 6902 Cloetta Center - 2 december 2006 Brynäs IF-Modo Hockey 3-3 (1-1, 2-1, 0-1, 0-0) 8013 Läkerol Arena - 2 december 2006 Timrå IK-Skellefteå AIK 3-6 (1-1, 2-2, 0-3) 5208 E.ON Arena - 2 december 2006 HV 71-Frölunda HC 4-5 (1-2, 1-2, 2-1) 7038 Kinnarps Arena - 2 december 2006 Djurgårdens IF-Färjestads BK 4-5 (3-1, 1-2, 0-1, 0-1) 5882 Hovet, Johanneshov - 2 december 2006 Luleå HF-Mora IK 4-5 (1-1, 2-2, 1-2) 4025 COOP Arena | Omgång 29 - 4 december 2006 Skellefteå AIK-Brynäs IF 3-3 (2-1, 1-2, 0-0, 0-0) 3928 Skellefteå isstadion - 4 december 2006 Malmö Redhawks-Luleå HF 3-5 (1-3, 2-1, 0-1) 3341 Malmö Isstadion - 4 december 2006 Djurgårdens IF-Mora IK 6-0 (1-0, 1-0, 4-0) 4317 Hovet, Johanneshov - 4 december 2006 Frölunda HC-Timrå IK 4-1 (1-0, 2-0, 1-1) 12002 Scandinavium - 5 december 2006 Modo Hockey-Linköpings HC 5-2 (1-0, 0-2, 4-0) 6042 Swedbank Arena - 5 december 2006 Färjestads BK-HV 71 2-5 (0-3, 1-1, 1-1) 7348 Löfbergs Lila Arena Omgång 30 - 7 december 2006 Luleå HF-Modo Hockey 2-5 (1-1, 0-4, 1-0) 4738 COOP Arena - 7 december 2006 Linköpings HC-Skellefteå AIK 3-2 (1-1, 1-0, 0-1, 1-0) 7392 Cloetta Center - 7 december 2006 Brynäs IF-Frölunda HC 3-1 (0-0, 2-1, 1-0) 6649 Läkerol Arena - 7 december 2006 Timrå IK-Färjestads BK 3-3 (2-0, 1-1, 0-2, 0-0) 5016 E.ON Arena - 7 december 2006 HV 71-Djurgårdens IF 5-1 (1-0, 2-0, 2-1) 7038 Kinnarps Arena - 7 december 2006 Mora IK-Malmö Redhawks 2-3 (1-0, 1-2, 0-1) 3111 FM Mattsson Arena Omgång 31 - 9 december 2006 Skellefteå AIK-Modo Hockey 2-2 (0-0, 1-0, 1-2, 0-0) 4550 Skellefteå isstadion - 9 december 2006 Timrå IK-Mora IK 1-3 (1-0, 0-2, 0-1) 4559 E.ON Arena - 9 december 2006 Brynäs IF-HV 71 4-5 (1-3, 3-2, 0-0) 7020 Läkerol Arena - 9 december 2006 Luleå HF-Färjestads BK 2-1 (1-0, 0-1, 0-0, 1-0) 4610 COOP Arena - 10 december 2006 Djurgårdens IF-Linköpings HC 4-4 (0-1, 1-1, 3-2, 0-0) 6765 Globen - 11 december 2006 Malmö Redhawks-Frölunda HC 1-4 (1-2, 0-1, 0-1) 3817 Malmö Isstadion Omgång 32 - 19 december 2006 Skellefteå AIK-Luleå HF 2-2 (0-1, 1-1, 1-0, 0-0) 5150 Skellefteå isstadion - 19 december 2006 Modo Hockey-Malmö Redhawks 3-2 (1-0, 1-2, 1-0) 6084 Swedbank Arena - 19 december 2006 Mora IK-HV 71 7-2 (4-1, 1-0, 2-1) 3211 FM Mattsson Arena - 19 december 2006 Djurgårdens IF-Timrå IK 6-1 (1-0, 4-0, 1-1) 5722 Globen - 19 december 2006 Färjestads BK-Brynäs IF 4-1 (2-1, 1-0, 1-0) 7490 Löfbergs Lila Arena - 19 december 2006 Frölunda HC-Linköpings HC 5-0 (3-0, 2-0, 0-0) 11627 Scandinavium Omgång 33 - 21 december 2006 Malmö Redhawks-Skellefteå AIK 4-2 (3-0, 1-2, 0-0) 3366 Malmö Isstadion - 21 december 2006 Luleå HF-Frölunda HC 6-3 (2-0, 2-3, 2-0) 4825 COOP Arena - 21 december 2006 Linköpings HC-Färjestads BK 2-5 (1-2, 1-2, 0-1) 7182 Cloetta Center - 21 december 2006 Brynäs IF-Djurgårdens IF 4-1 (3-0, 0-0, 1-1) 5822 Läkerol Arena - 21 december 2006 Timrå IK-HV 71 6-6 (1-4, 3-2, 2-0, 0-0) 4557 E.ON Arena - 21 december 2006 Mora IK-Modo Hockey 3-2 (1-0, 2-1, 0-1) 3584 FM Mattsson Arena Omgång 34 - 27 december 2006 Timrå IK-Brynäs IF 2-3 (0-1, 0-1, 2-1) 5800 E.ON Arena - 27 december 2006 HV 71-Linköpings HC 3-3 (0-0, 1-1, 2-2, 0-0) 7038 Kinnarps Arena - 27 december 2006 Djurgårdens IF-Luleå HF 2-1 (1-0, 0-0, 1-1) 6252 Globen - 27 december 2006 Färjestads BK-Malmö Redhawks 3-3 (0-0, 1-1, 2-2, 0-0) 8213 Löfbergs Lila Arena - 27 december 2006 Frölunda HC-Modo Hockey 4-2 (0-0, 1-1, 3-1) 12044 Scandinavium - 13 februari 2007 Mora IK-Skellefteå AIK 4-2 (0-0, 1-2, 3-0) 3701 FM Mattsson Arena Omgång 35 - 29 december 2006 Modo Hockey-Färjestads BK 3-2 (1-0, 1-1, 1-1) 7600 Swedbank Arena - 29 december 2006 Malmö Redhawks-Djurgårdens IF 2-5 (1-3, 0-2, 1-0) 4030 Malmö Isstadion - 29 december 2006 Luleå HF-HV 71 4-5 (1-2, 1-1, 2-2) 5108 COOP Arena - 29 december 2006 Linköpings HC-Timrå IK 3-0 (1-0, 1-0, 1-0) 7829 Cloetta Center - 13 januari 2007 Brynäs IF-Mora IK 3-1 (1-0, 1-1, 1-0) 7404 Läkerol Arena - 25 januari 2007 Frölunda HC-Skellefteå AIK 5-2 (1-0, 3-0, 1-2) 12044 Scandinavium Omgång 36 - 2 januari 2007 Brynäs IF-Linköpings HC 3-5 (2-3, 1-1, 0-1) 5834 Läkerol Arena - 2 januari 2007 HV 71-Malmö Redhawks 0-3 (0-0, 0-2, 0-1) 6992 Kinnarps Arena - 2 januari 2007 Modo Hockey-Djurgårdens IF 3-0 (1-0, 2-0, 0-0) 6986 Swedbank Arena - 2 januari 2007 Färjestads BK-Skellefteå AIK 3-4 (1-0, 2-2, 0-1, 0-1) 6781 Löfbergs Lila Arena - 2 januari 2007 Frölunda HC-Mora IK 1-2 (0-0, 0-1, 1-1) 11894 Scandinavium - 13 januari 2007 Timrå IK-Luleå HF 2-3 (0-0, 1-2, 1-0, 0-1) 5132 E.ON Arena Omgång 37 - 4 januari 2007 Djurgårdens IF-Skellefteå AIK 2-0 (2-0, 0-0, 0-0) 8091 Hovet, Johanneshov - 4 januari 2007 Modo Hockey-HV 71 1-4 (0-1, 0-2, 1-1) 7600 Swedbank Arena - 4 januari 2007 Malmö Redhawks-Timrå IK 0-3 (0-0, 0-2, 0-1) 3465 Malmö Isstadion - 4 januari 2007 Luleå HF-Brynäs IF 1-2 (0-2, 0-0, 1-0) 4218 COOP Arena - 4 januari 2007 Linköpings HC-Mora IK 7-2 (3-0, 3-0, 1-2) 5867 Cloetta Center - 4 januari 2007 Frölunda HC-Färjestads BK 2-4 (0-0, 1-4, 1-0) 12044 Scandinavium Omgång 38 - 6 januari 2007 Linköpings HC-Luleå HF 4-1 (1-0, 3-0, 0-1) 6806 Cloetta Center - 6 januari 2007 Timrå IK-Modo Hockey 3-2 (0-0, 3-0, 0-2) 5800 E.ON Arena - 6 januari 2007 Skellefteå AIK-HV 71 3-2 (0-0, 1-2, 1-0, 1-0) 4330 Skellefteå isstadion - 6 januari 2007 Djurgårdens IF-Frölunda HC 3-2 (0-0, 1-1, 1-1, 1-0) 5582 Hovet, Johanneshov - 6 januari 2007 Färjestads BK-Mora IK 6-3 (2-1, 2-0, 2-2) 8137 Löfbergs Lila Arena - 6 januari 2007 Brynäs IF-Malmö Redhawks 3-0 (0-0, 1-0, 2-0) 5907 Läkerol Arena Omgång 39 - 8 januari 2007 Modo Hockey-Brynäs IF 3-4 (1-1, 1-2, 1-1) 5918 Swedbank Arena - 8 januari 2007 Mora IK-Luleå HF 3-3 (1-1, 1-1, 1-1, 0-0) 3084 FM Mattsson Arena - 8 januari 2007 Frölunda HC-HV 71 3-2 (1-1, 1-1, 1-0) 11641 Scandinavium - 9 januari 2007 Skellefteå AIK-Timrå IK 2-3 (0-1, 1-1, 1-1) 3945 Skellefteå isstadion - 9 januari 2007 Malmö Redhawks-Linköpings HC 8-3 (2-2, 2-0, 4-1) 3223 Malmö Isstadion - 9 januari 2007 Färjestads BK-Djurgårdens IF 2-5 (0-1, 1-3, 1-1) 6735 Löfbergs Lila Arena Omgång 40 - 11 januari 2007 Luleå HF-Malmö Redhawks 6-2 (2-2, 2-0, 2-0) 4534 COOP Arena - 11 januari 2007 Linköpings HC-Modo Hockey 1-6 (1-1, 0-4, 0-1) 6837 Cloetta Center - 11 januari 2007 Brynäs IF-Skellefteå AIK 6-0 (1-0, 3-0, 2-0) 5728 Läkerol Arena - 11 januari 2007 Timrå IK-Frölunda HC 5-1 (2-1, 2-0, 1-0) 4714 E.ON Arena - 11 januari 2007 Mora IK-Djurgårdens IF 3-5 (1-3, 2-1, 0-1) 3845 FM Mattsson Arena - 25 januari 2007 HV 71-Färjestads BK 3-4 (0-1, 1-1, 2-1, 0-1) 7038 Kinnarps Arena Omgång 41 - 15 januari 2007 Modo Hockey-Luleå HF 2-4 (1-1, 1-3, 0-0) 6145 Swedbank Arena - 15 januari 2007 Malmö Redhawks-Mora IK 3-1 (2-0, 0-1, 1-0) 3019 Malmö Isstadion - 16 januari 2007 Färjestads BK-Timrå IK 3-1 (3-0, 0-0, 0-1) 6732 Löfbergs Lila Arena - 16 januari 2007 Skellefteå AIK-Linköpings HC 3-1 (2-1, 0-0, 1-0) 4061 Skellefteå isstadion - 16 januari 2007 Djurgårdens IF-HV 71 1-3 (0-0, 0-0, 1-3) 6600 Globen - 16 januari 2007 Brynäs IF-Frölunda HC 1-0 (1-0, 0-0, 0-0) 5680 Läkerol Arena Omgång 42 - 18 januari 2007 Modo Hockey-Skellefteå AIK 5-0 (3-0, 0-0, 2-0) 7376 Swedbank Arena - 18 januari 2007 Luleå HF-Färjestads BK 6-4 (1-0, 0-1, 5-3) 4608 COOP Arena - 18 januari 2007 Linköpings HC-Djurgårdens IF 2-3 (1-0, 0-2, 1-0, 0-1) 6119 Cloetta Center - 18 januari 2007 HV 71-Brynäs IF 1-3 (0-1, 0-1, 1-1) 7038 Kinnarps Arena - 18 januari 2007 Frölunda HC-Malmö Redhawks 5-3 (2-1, 2-0, 1-2) 11157 Scandinavium - 18 januari 2007 Mora IK-Timrå IK 4-0 (0-0, 2-0, 2-0) 3184 FM Mattsson Arena Omgång 43 - 20 januari 2007 Malmö Redhawks-Modo Hockey 3-1 (1-1, 0-0, 2-0) 3614 Malmö Isstadion - 20 januari 2007 Luleå HF-Skellefteå AIK 2-3 (1-0, 1-1, 0-2) 5600 COOP Arena - 20 januari 2007 Linköpings HC-Frölunda HC 2-7 (1-0, 1-3, 0-4) 7998 Cloetta Center - 20 januari 2007 Brynäs IF-Färjestads BK 1-4 (1-1, 0-1, 0-2) 8029 Läkerol Arena - 20 januari 2007 Timrå IK-Djurgårdens IF 5-0 (2-0, 0-0, 3-0) 4721 E.ON Arena - 20 januari 2007 Mora IK-HV 71 1-1 (0-1, 1-0, 0-0, 0-0) 3451 FM Mattsson Arena Omgång 44 - 22 januari 2007 Skellefteå AIK-Malmö Redhawks 4-2 (2-1, 1-0, 1-1) 4109 Skellefteå isstadion - 22 januari 2007 HV 71-Timrå IK 5-0 (3-0, 2-0, 0-0) 6977 Kinnarps Arena - 22 januari 2007 Djurgårdens IF-Brynäs IF 3-3 (2-2, 0-0, 1-1, 0-0) 8357 Globen - 23 januari 2007 Modo Hockey-Mora IK 3-0 (1-0, 1-0, 1-0) 5899 Swedbank Arena - 23 januari 2007 Färjestads BK-Linköpings HC 5-2 (2-1, 1-0, 2-1) 6957 Löfbergs Lila Arena - 23 januari 2007 Luleå HF-Frölunda HC 2-5 (0-2, 1-0, 1-3) 4225 COOP Arena Omgång 45 - 2 mars 2007 HV 71-Skellefteå AIK 3-1 (0-0, 1-0, 2-1) 7038 Kinnarps Arena - 2 mars 2007 Frölunda HC-Timrå IK 2-1 (0-0, 2-0, 0-1) 12044 Scandinavium - 2 mars 2007 Färjestads BK-Malmö Redhawks 3-1 (1-1, 1-0, 1-0) 7514 Löfbergs Lila Arena - 2 mars 2007 Modo Hockey-Mora IK 1-3 (1-1, 0-2, 0-0) 7012 Swedbank Arena - 2 mars 2007 Linköpings HC-Djurgårdens IF 4-2 (0-1, 1-0, 3-1) 8500 Cloetta Center - 2 mars 2007 Luleå HF-Brynäs IF 4-3 (3-0, 1-0, 0-3) 5350 COOP Arena Omgång 46 - 27 januari 2007 Brynäs IF-Linköpings HC 3-3 (1-1, 1-0, 1-2, 0-0) 8032 Läkerol Arena - 27 januari 2007 Djurgårdens IF-Modo Hockey 2-1 (0-1, 0-0, 2-0) 8732 Globen - 27 januari 2007 Mora IK-Färjestads BK 3-2 (2-0, 1-2, 0-0) 4500 FM Mattsson Arena - 27 januari 2007 Malmö Redhawks-Frölunda HC 3-8 (1-4, 2-2, 0-2) 4569 Malmö Isstadion - 27 januari 2007 Timrå IK-Skellefteå AIK 1-2 (1-0, 0-1, 0-0, 0-1) 5412 E.ON Arena - 27 januari 2007 HV 71-Luleå HF 5-3 (2-0, 1-2, 2-1) 7038 Kinnarps Arena Omgång 47 - 13 januari 2007 Skellefteå AIK-Malmö Redhawks 4-1 (1-0, 2-1, 1-0) 3492 Skellefteå isstadion - 25 januari 2007 Linköpings HC-Luleå HF 2-5 (1-2, 1-1, 0-2) 5548 Cloetta Center - 29 januari 2007 Frölunda HC-Mora IK 0-3 (0-2, 0-0, 0-1) 11648 Scandinavium - 29 januari 2007 Timrå IK-HV 71 1-1 (0-0, 0-1, 1-0, 0-0) 4588 E.ON Arena - 30 januari 2007 Färjestads BK-Djurgårdens IF 4-3 (1-1, 1-1, 2-1) 7585 Löfbergs Lila Arena - 30 januari 2007 Modo Hockey-Brynäs IF 2-1 (0-0, 1-1, 1-0) 6481 Swedbank Arena Omgång 48 - 1 februari 2007 Luleå HF-Modo Hockey 3-0 (0-0, 2-0, 1-0) 4728 COOP Arena - 1 februari 2007 Brynäs IF-Färjestads BK 2-2 (1-0, 0-2, 1-0, 0-0) 6370 Läkerol Arena - 1 februari 2007 Djurgårdens IF-Frölunda HC 4-2 (1-0, 0-2, 3-0) 8169 Globen - 1 februari 2007 Mora IK-Skellefteå AIK 6-4 (1-2, 3-1, 2-1) 3613 FM Mattsson Arena - 1 februari 2007 Malmö Redhawks-Timrå IK 1-2 (0-0, 0-0, 1-1, 0-1) 3910 Malmö Isstadion - 13 februari 2007 HV 71-Linköpings HC 1-2 (0-0, 0-2, 1-0) 6995 Kinnarps Arena Omgång 49 - 3 februari 2007 Skellefteå AIK-Djurgårdens IF 3-2 (1-1, 1-0, 1-1) 4507 Skellefteå isstadion - 3 februari 2007 Frölunda HC-Brynäs IF 2-2 (1-0, 1-2, 0-0, 0-0) 12044 Scandinavium - 3 februari 2007 Färjestads BK-Luleå HF 8-3 (3-2, 2-0, 3-1) 8250 Löfbergs Lila Arena - 3 februari 2007 Modo Hockey-Linköpings HC 3-2 (1-0, 1-1, 0-1, 1-0) 7481 Swedbank Arena - 3 februari 2007 Malmö Redhawks-HV 71 4-5 (1-0, 1-3, 2-1, 0-1) 5551 Malmö Isstadion - 3 februari 2007 Timrå IK-Mora IK 1-1 (1-1, 0-0, 0-0, 0-0) 5416 E.ON Arena Omgång 50 - 15 februari 2007 Linköpings HC-Färjestads BK 3-4 (1-1, 1-1, 1-1, 0-1) 8151 Cloetta Center - 15 februari 2007 Luleå HF-Frölunda HC 4-1 (0-1, 1-0, 3-0) 4734 COOP Arena - 15 februari 2007 Brynäs IF-Skellefteå AIK 5-4 (2-1, 0-2, 2-1, 1-0) 6157 Läkerol Arena - 15 februari 2007 Djurgårdens IF-Timrå IK 2-1 (2-0, 0-0, 0-1) 7905 Globen - 15 februari 2007 Mora IK-Malmö Redhawks 4-3 (2-1, 0-1, 2-1) 3843 FM Mattsson Arena - 15 februari 2007 HV 71-Modo Hockey 3-0 (1-0, 1-0, 1-0) 7038 Kinnarps Arena Omgång 51 - 17 februari 2007 Skellefteå AIK-Luleå HF 3-2 (1-0, 1-1, 1-1) 5150 Skellefteå isstadion - 17 februari 2007 Frölunda HC-Linköpings HC 5-1 (1-1, 3-0, 1-0) 12044 Scandinavium - 17 februari 2007 Färjestads BK-Modo Hockey 5-2 (3-0, 1-1, 1-1) 8250 Löfbergs Lila Arena - 17 februari 2007 Mora IK-HV 71 3-0 (2-0, 0-0, 1-0) 4435 FM Mattsson Arena - 17 februari 2007 Malmö Redhawks-Djurgårdens IF 3-1 (0-1, 1-0, 2-0) 3436 Malmö Isstadion - 17 februari 2007 Timrå IK-Brynäs IF 1-0 (1-0, 0-0, 0-0) 5388 E.ON Arena Omgång 52 - 19 februari 2007 Linköpings HC-Skellefteå AIK 6-2 (2-0, 2-1, 2-1) 7986 Cloetta Center - 19 februari 2007 Luleå HF-Timrå IK 3-5 (0-1, 1-1, 2-3) 4461 COOP Arena - 19 februari 2007 Djurgårdens IF-Mora IK 5-3 (0-1, 1-1, 4-1) 7354 Hovet, Johanneshov - 19 februari 2007 Brynäs IF-Malmö Redhawks 3-2 (1-2, 0-0, 1-0, 1-0) 5593 Läkerol Arena - 20 februari 2007 HV 71-Färjestads BK 5-5 (2-3, 0-2, 3-0, 0-0) 7038 Kinnarps Arena - 20 februari 2007 Modo Hockey-Frölunda HC 7-4 (2-2, 2-0, 3-2) 6572 Swedbank Arena Omgång 53 - 13 februari 2007 Frölunda HC-Färjestads BK 0-6 (0-2, 0-4, 0-0) 12044 Scandinavium - 22 februari 2007 Skellefteå AIK-Modo Hockey 5-4 (2-2, 1-2, 1-0, 1-0) 4537 Skellefteå isstadion - 22 februari 2007 Djurgårdens IF-HV 71 4-4 (1-1, 2-2, 1-1, 0-0) 8365 Globen - 22 februari 2007 Mora IK-Brynäs IF 4-2 (3-1, 1-1, 0-0) 4059 FM Mattsson Arena - 22 februari 2007 Malmö Redhawks-Luleå HF 2-4 (0-2, 2-2, 0-0) 3032 Malmö Isstadion - 22 februari 2007 Timrå IK-Linköpings HC 0-2 (0-0, 0-1, 0-1) 5038 E.ON Arena Omgång 54 - 13 februari 2007 Brynäs IF-Djurgårdens IF 1-3 (0-0, 0-2, 1-1) 5987 Läkerol Arena - 24 februari 2007 Färjestads BK-Skellefteå AIK 9-0 (3-0, 3-0, 3-0) 8250 Löfbergs Lila Arena - 24 februari 2007 Modo Hockey-Timrå IK 5-3 (1-0, 1-0, 3-3) 7600 Swedbank Arena - 24 februari 2007 Linköpings HC-Malmö Redhawks 4-0 (0-0, 0-0, 4-0) 8220 Cloetta Center - 24 februari 2007 Luleå HF-Mora IK 2-1 (0-0, 1-0, 0-1, 1-0) 4835 COOP Arena - 24 februari 2007 HV 71-Frölunda HC 2-8 (1-3, 0-1, 1-4) 7038 Kinnarps Arena Omgång 55 - 14 november 2006 Timrå IK-Färjestads BK 4-2 (1-1, 2-1, 1-0) 5107 E.ON Arena - 26 februari 2007 Skellefteå AIK-Frölunda HC 2-8 (1-4, 1-4, 0-0) 4830 Skellefteå isstadion - 26 februari 2007 Brynäs IF-HV 71 1-3 (1-1, 0-0, 0-2) 5850 Läkerol Arena - 26 februari 2007 Djurgårdens IF-Luleå HF 2-1 (0-0, 1-0, 0-1, 1-0) 13222 Globen - 26 februari 2007 Mora IK-Linköpings HC 1-1 (0-0, 1-0, 0-1, 0-0) 4277 FM Mattsson Arena - 26 februari 2007 Malmö Redhawks-Modo Hockey 3-3 (0-3, 2-0, 1-0, 0-0) 3249 Malmö Isstadion |